# Heeresgruppe Nordukraine
Heeresgruppe Nordukraine was een legergroep van het Duitse leger tijdens de Tweede Wereldoorlog. Deze Heeresgruppe werd opgericht op 4 april 1944 en werd hernoemd in Heeresgruppe A op 23 september 1944.

## Geschiedenis
Heeresgruppe Süd werd op 4 april hernoemd in Heeresgruppe Nordukraine. Dit volgde in de lijn van de aflossing van Generalfeldmarschal Erich von Manstein door Generalfeldmarschal Walter Model.
Met de hem beschikbare legers moest Model de ingesloten 1. Panzerarmee bevrijden. De 1. Panzerarmee was als gevolg van de Dnjepr-Karpaten-Operatie ingesloten geraakt door het Rode Leger. Na het begin van operatie Bagration eind juni nam Model het bevel over van Heeresgruppe Mitte en werd hij opgevolgd door Generaloberst Josef Harpe. Vanaf half juli tot eind augustus verdedigde Heeresgruppe Nordukraine het front tussen Karpaten en Polesië tegenover het 1e Oekraïense Front tijdens de Lviv-Sandomierz-operatie.
Op 23 september werd Heeresgruppe Nordukraine hernoemd in Heeresgruppe A.

## Commando
| Datum                         | Bevelhebber                       |
| 4 april tot 16 augustus 1944  | Generalfeldmarschall Walter Model |
| 28 juni tot 23 september 1944 | Generaloberst Josef Harpe         |

## Eenheden
| Periode       | Eenheden                                                                               |
| April 1944    | 4. Panzerarmee, 1. Panzerarmee, Hongaarse 1e Leger                                     |
| Augustus 1944 | 4. Panzerarmee, 17. Armee, Armeegruppe Heinrici (1. Panzerarmee en Hongaarse 1e Leger) |

## Veldslagen
- Lwiv-Sandomierz-operatie

## Bron
- Beschrijving van Heeresgruppe Nordukraine